# Oxytropis teres
Oxytropis teres là một loài thực vật có hoa trong họ Đậu. Loài này được (Lam.) DC. miêu tả khoa học đầu tiên.